# Битва під Брайтенфельдом (1642)
Друга битва при Брайтенфельді, також відома як Перша битва при Лейпцизі — битва, що відбулася 23 жовтня 1642 року під Брайтенфельдом (7,5 км на північний схід від Лейпцига, нині район Лейпцига), в ході Тридцятирічної війни, через 11 років після першого бою під Брайтенфельдом.
У 1642 році шведський полководець Леннарт Торстенссон після спустошливої кампанії в Моравії і Сілезії, ухвалив рішення йти на Лейпциг. Його план полягав у тому, щоб захопити склади продовольства в місті, накласти на нього контрибуцію і так забезпечити свою армію грішми та харчами для продовження війни. Воєначальники Священної Римської імперії Герцог Леопольд і Пікколоміні попрямували на виручку Лейпцигу. Щоб не бути затиснутим між ворожою армією та містом, Торстенссон виступив їм назустріч.
Битва почалася артилерійським обстрілом імперцями шведських позицій. Під прикриттям цього вогню імперська кіннота почала розгортатися в бойовий порядок на флангах. Шведи, не чекаючи закінчення цих перебудов, атакували обидва ворожі фланги. Лівий фланг імперців не витримав, прийшов у замішання, і почав тікати. Праве крило імперської армії встояло, і було підтримано піхотою. Торстенссон розвернув своїх успішних кавалеристів правого крила на допомогу шведській піхоті, що зазнала серйозного тиску в центрі позиції. Ця нова атака шведської кінноти призвела до успіху: піхота імперців була відкинута фланговим ударом, кавалерія імперського правого флангу залишилася без підтримки, і зазнавши атаки з усіх боків, почала втікати. Вся артилерія переможених у 46 гармат, і обоз армії дісталися шведам. Оскільки армія Торстенссона зазнала значних втрат і була серйозно виснажена, переслідування не велося.
Залишки імперської армії пішли в Богемію, де були знову зібрані. Герцог Леопольд дав вихід люті, піддавши тяжкого покарання перший кавалерійський полк, який втік з поля бою. Полк був прилюдно оголошений безчесним, його відзнаки відібрані, прапори знищені, частина офіцерів і солдатів страчена.
Через три тижні шведи зайняли Лейпциг. Місто не було пограбовано, але змушене було виплатити значну контрибуцію (по Шиллеру, три бочки золота) і обмундирувать за свій рахунок шведську армію. Торстенссон отримав можливість успішно продовжувати війну.